# ناصية التاج

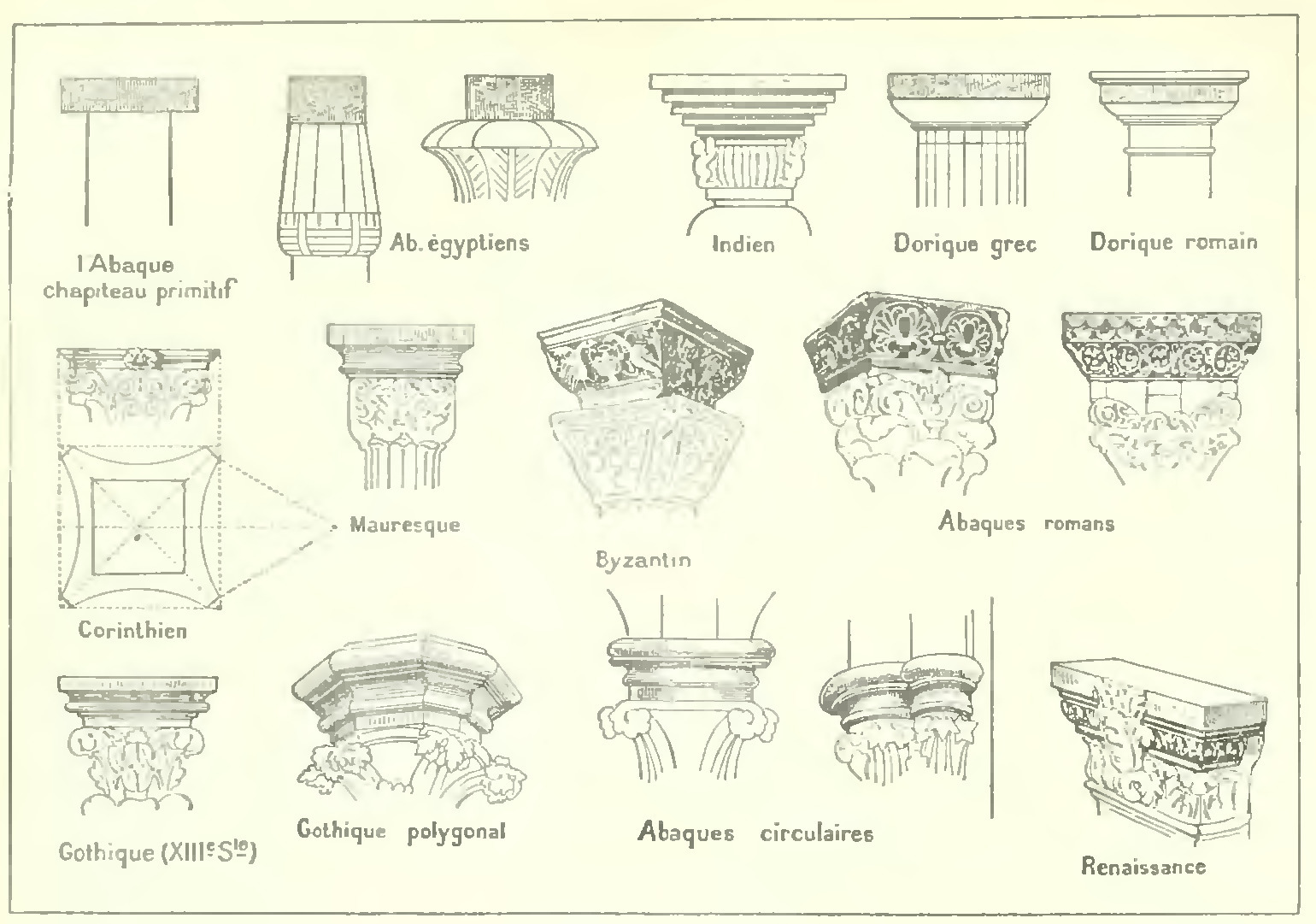
1898 رسم توضيحي للعديد من النواصي بأساليب مختلفة

في العمارة، ناصية التاج أو الكُشْفَة عبارة عن بلاطة مسطحة تشكل العنصر العلوي أو قسم من تاج العمود، فوق الجرس. تتمثل وظيفة ناصية التاج الرئيسية في توفير سطح داعم كبير، يميل إلى أن يكون أوسع من التاج كداعمة لاستقبال وزن القوس أو الساكف أعلاه. يستخدم الاسم المصغر من ناصية التاج أباكولوس، لوصف بلاطات الفسيفساء الصغيرة التي يُطلق عليها أيضًا اسم أباكيسكوس أو التيسيرا، المستخدمة في إنشاء أرضيات زخرفية مع أنماط تفصيلية من المربعات في الرصيف المكسو بالفسيفساء.

## التعريف
في العمارة الكلاسيكية، يختلف شكل ناصية التاج وحوافها باختلاف النظم الكلاسيكية. حسب النظام اليوناني الدوري، فإن ناصية التاج هي عبارة عن بلاطة مربعة الشكل مسطحة دون أي زخارف تستند على بروز أسفل التاج يُسمى إكينوس. في النظام الدوري في كل من العصر الروماني وعصر النهضة، تُتوج ناصية التاج بزخرفة (تُعرف باسم «زخرفة التاج»). في التاج التوسكاني والروماني من النظام الدوري، قد ترتكز ناصية التاج على بولتل.
في النظام الأيوني اليوناني العتيق، تكون ناصية التاج مستطيلة الشكل، بسبب العرض الأكبر للتاج وتتكون من زخرفة منحوتة على شكل بيضوي. في الأمثلة اللاحقة، تكون البلاطة أرق وتبقى ناصية التاج مربعة الشكل، إلا في حالة وجود حلية حلزونية مائلة بزاوية، إذ تكون البلاطة منحنية قليلًا. في التاج الأيوني الروماني وعصر النهضة، تكون ناصية التاج مربعة الشكل مع زخرفة صغيرة شريطية منبسطة في قمة زخرفة أوغي، ومع حواف منحنية فوق حلية حلزونية مائلة بزاوية.
تكون ناصية التاج مزخرفة، في تاج زاوي من النظام الكورنثي اليوناني، وتكون جوانبه مقعرة وزواياه مائلة (ما عدا في واحد أو اثنين من التيجان اليونانية الاستثنائية، إذ تمتلك زوايا حادة)، تلتقي الحليات الحلزونية للوجوه المتقاربة وتبرز بشكل قطري تحت كل ركن من ناصية التاج. جرى تبني نفس الشكل في تيجان مركبة وكورنثية رومانية ومن عصر النهضة، وفي بعض الحالات مع زخارف بيضوية منحوتة وزخرفة صغيرة شريطية منبسطة وزخرفة مقعرة تمثل مقطع ربع دائري (كافيتو).
في العمارة الرومانسكية، نجت ناصية التاج باعتبارها البلاطة الأثقل وزنًا، وكانت بشكل عام مزخرفة. غالبًا ما كانت مربعة الشكل والحافة السفلية منها مفلطحة ومزخرفة أو منحوتة، واتُبع نفس الشيء في فرنسا خلال العصور الوسطى. في العمل الإنكليزي المبكر، قُدمت ناصية التاج بشكل دائري مصبوب بعمق، تحول في القرنين الرابع والخامس عشر إلى شكل مثمن.
في العمارة القوطية، تختلف أشكال قوالب ناصية التاج في الشكل، إذ يوجد الشكل المريع أو الدائري أو المثمن حتى، وقد تأخذ شكل قرص مسطح أو أسطوانة. غالبًا ما يتأثر شكل ناصية التاج في العمارة القوطية بشكل القبو الذي ينبع من العمود، وفي هذه الحالة يُطلق عليه اسم الكتف.

## العمارة الهندية (شيلبا شاستراس)
في شيلبا شاستراس، وهو علم النحت الهندي القديم، تُسمى ناصية التاج عمومًا اسم فالاكا. تتكون من صفيحة مسطحة تشكل جزءًا من العمود القياسي (ستامبا). يجب بناء الفالاكا أسفل بوتيكا («القوس»). توجد عادة جنبًا إلى جنب مع الماندي التي تشبه الطبق باعتبارهما وحدة واحدة.

## أمثلة من فرنسا

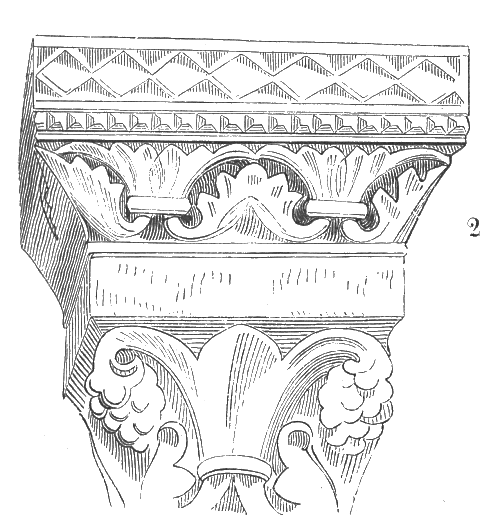
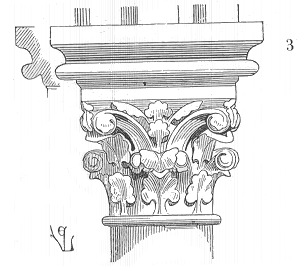
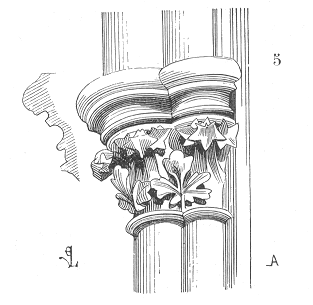
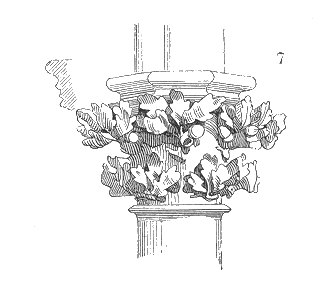

## معلومات المراجع كاملة
- Avery، Catherine A.، المحرر (1962). "abacus". The New Century Classical Handbook. New York, NY: Appleton-Century-Crofts, Inc. LCCN:62-10069.
- Brown، Lesley، المحرر (1993). "abacus". Shorter Oxford English Dictionary on Historical Principles (ط. 5th). Oxford, UK: Oxford University Press. ج. 2: A-K. ISBN:978-0-19-860575-1.
- Cruickshank، Dan (1996). Fletcher، Banister؛ Saint، Andrew؛ Frampton، Kenneth؛ Jones، Peter Blundell (المحررون). Sir Banister Fletcher's A History of Architecture (ط. 20th). Architectural Press. ISBN:0-7506-2267-9.
- Kay، N. W.، المحرر (1955). The Modern Building Encyclopaedia: An Authoritative Reference to All Aspects of the Building and Allied Trades. New York, NY: Philosophical Library. LCCN:5501-3816. {{استشهاد بموسوعة}}: الوسيط |title= غير موجود أو فارغ (مساعدة)
- Lagassé، Paul، المحرر (2000). "abacus". The Columbia Encyclopedia (ط. 6th). New York, NY: Columbia University Press. ISBN:0-7876-5015-3. LCCN:00-027927.